# 2-й Звенигородский переулок
Второ́й Звенигоро́дский переу́лок — улица в центре Москвы на Пресне расположена между Звенигородским шоссе и Большой Декабрьской улицей.

## Происхождение названия
Названия номерных 1—4-х Звенигородских переулков, как и номерных улиц, появилось в начале XX века; дано по примыканию переулка к Звенигородскому шоссе. 1-й и 3-й переулки ныне не существуют.

## Описание
2-й Звенигородский переулок проходит от Звенигородского шоссе, начинаясь напротив 2-й Звенигородской улицы до Большой Декабрьской улицы, за которой переходит в 4-й Звенигородский переулок.

## Здания и сооружения
По нечётной стороне:
- Строение 3 — «Кабачок на Пресне»;

По чётной стороне: